# Негушки исторически и етнографски музей
Негушкият исторически и етнографски музей (на гръцки: Ιστορικό Και Λαογραφικό Μουσείο Νάουσας) е музей в македонския град Негуш (Науса), Гърция. Музеят се стопанисва от Общинската културна организация на Негуш.

## Местоположение
Музеят се намира в западната част на града, веднага северно от църквата „Свети Димитър“. Разположен е в една от най-старите сгради на града, построена през 1842 година, купена от общината през 1989 година и напълно реставрирана през 1996 година.

## История
Първата етнографска сбирка в града е създадена в 1959 година. В 1967 година Лицеят на гъркините, който още със създаването си започва събирането на етнографски артефакти, отваря музей в парка на източния вход на Негуш. Общинският музей започва да се създава в 2000 – 2001 година и в 2001 година по предложение на кмета на Негуш с новия музей се слива и Етнографският музей на Лицея на гъркините.

## Описание
В градината на музея са поставени бюстове на Ангел Гацо, участник в Негушкото въстание от 1822 година и на Константинос Мазаракис, капитан на андартска чета по време на Гръцката въоръжена пропаганда в Македония в началото на XX век. Малко оръдие на колела напомня за Балканските войни от 1912 – 1913 година, вследствие на които Негуш е присъединен към Гърция.
На приземния етаж е изложен традиционен тъкачен стан и всички традиционни елементи от негушкото домашно производство. На първия етаж е пресъздаден ежедневният живот на негушани през вековете. В една от стаите са изложени карнавални носии от негушкия карнавал Буля и еничари. Изложени са тъкани, плетени, бродирани и сребърни изделия.
На втория етаж има бродерии от XIX век, женски и мъжки носии. Изложени са домакински предмети от дърво, глина и мед, както и два документа – единият от 1825 година с подпис на адмирал Андреас Мяулис на флагмана „Темистоклис“, а другият от 1834 година с подписа на крал Отон I Гръцки. В отделна стая са изложени серия оръжия от XVIII век до Първата световна война, включително пистолетът на генерал Георгиос Гонатас, командвал войските през Балканската война, оръжие на Али бей, убит при обсадата на Негуш през 1822 година, облекло и въоръжение на водача на Негушкото въстание Анастасиос Каратасос, оръжия на други капитани и еничари.